# Oleksandr Turtjynov
Oleksandr Valentynovytj Turtjynov (ukrainska: Олекса́ндр Валенти́нович Турчи́нов), född 31 mars 1964 i Dnepropetrovsk, Ukrainska SSR, Sovjetunionen, är en ukrainsk politiker, ekonomie doktor och professor, tillhörande partiet Fäderneslandsförbundet. Från 22 februari - 7 juni 2014 var han landets tillförordnade president som talman i parlamentet.
Turtjynov var förste biträdande premiärminister i Julia Tymosjenkos regering 18 december 2007 - 3 mars 2010. Han var chef för Ukrainas säkerhetstjänst (SBU) 4 februari 2005 – 8 september 2005. Han var expeditionsministär (premiärminister) från den 4 mars 2010 fram till den 11 mars 2010.

## Biografi
Turtjynov tog examen från Dnepropetrovsks Metallvetenskapliga Institut år 1986 därefter arbetade han för Kryvorizhstal. Han var 1990-1991 avdelningschef på ukrainska nyhetsbyrån, UNA-pres ALN. Han är en gammal allierad med Julia Tymosjenko. De hade tidigare ett gemensamt företag i Dnipropetrovsk. 1993 utsågs han till premiärminister Leonid Kutjmas rådgivare i ekonomiska frågor. I december 1993 var han med och grundade och blev vice ordförande för Ukrainska unionen för industriledare och entreprenörer. 1994 bildade han det politiska partiet Hromada tillsammans med Pavlo Lazarenko. Han var också föreståndare för Institutet för ekonomiska reformer från januari 1994 till mars 1998 och var chef för Ukrainas vetenskapsakademis Laboratorium för forskning av svart ekonomi.
Han är äldste vid ukrainska Livets ord i Kiev.

## Politisk karriär
1998 valdes han in i parlamentet som medlem av Hromada men efter skandalen kring Lazarenko lämnade han fraktionen och partiet (under maj 1999) tillsammans med Fäderneslandsförbundet. Han återvaldes till parlamentet 2002 och 2006 som en del av Julia Tymosjenkos block.
Den 4 februari 2005, utsågs Turtjynov och fungerade som den första civile till chef för säkerhetstjänsten i Ukraina. Under våren 2008 var han Julia Tymosjenkos block och Vårt Ukraina - Folkets självförvarsblocks kandidat  för borgmästarposten i Kiev. Han kom tvåa i valet med 218.600 röster (19,13% av rösterna).
I december 2009 under presidentvalsvalkampanjen anklagade Turtjynov president Viktor Jusjtjenko och oppositionsledaren Viktor Janukovytj för att samordna sina åtgärder i sina försök att störta Tymosjenkos regering.
Efter parlamentets misstroendevotum mot Tymosjenkos regering 3 mars 2010, och premiärministern Julia Tymosjenko avgång från den posten den 4 mars 2010 utsågs Turtjynov till expeditionsministär tills en ny ukrainsk regering kunde bildas. Därefter fungerade han som talman i parlamentet.
23 februari 2014 tillträdde Turtjynov som tillförordnad president, efter att radan föregående dag avsatt Viktor Janukovytj från sin post.
Han var mellan 2014 och 2019 sekreterare i Nationella säkerhets- och försvarsrådet.